# 初戀 (2019年電影)
《初戀》，2019年日本電影，三池崇史執導，中村雅編劇，窪田正孝主演，女主角由小西櫻子飾演。於2019年第72屆坎城影展「導演雙週」中首映。2019年9月27日於歐美等地上映，2020年2月28日於日本上映。

## 外部連結
- 官方網站（日語）